# La Viershöhe

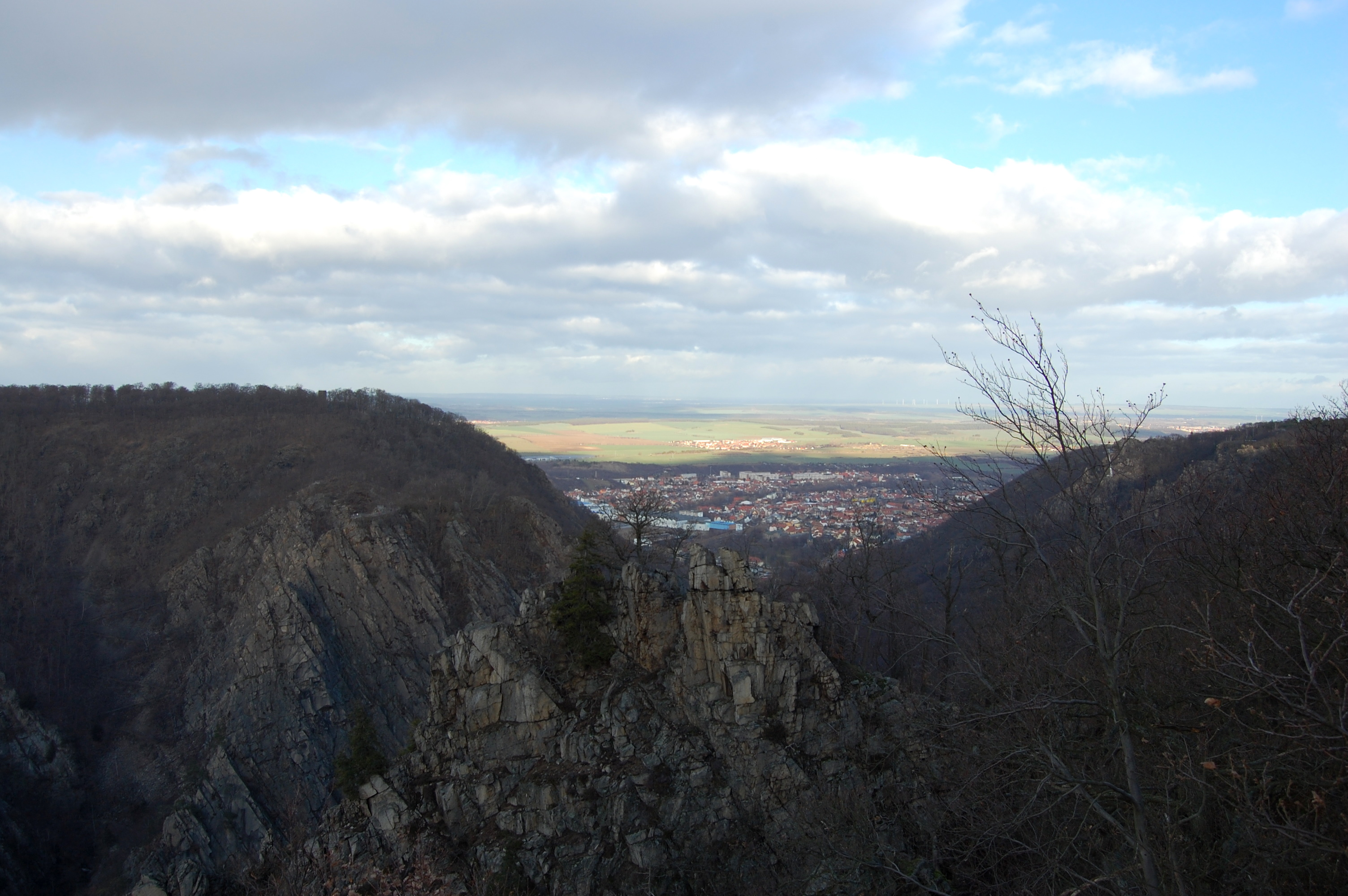
Blick von der La Viershöhe nach Thale

Die La Viershöhe, auch La Viereshöhe genannt, im Harz ist eine etwa 478,9 m ü. NHN hohe felsige Erhebung am Südrand des Bodetals bei Thale im Landkreis Harz, Sachsen-Anhalt.

## Namensherkunft
Der Name der Höhe erinnert an den Oberförster La Viers, der im 19. Jahrhundert der ranghöchste Forstbeamte der preußischen Provinz Sachsen für den Bereich der Harzer Forstgebiete war. La Viers, möglicherweise hugenottischer Abstammung, war in diesem Bereich häufiger zur Jagd. Er regte, angesichts des einsetzenden Harztourismus, sehr früh und noch vor der Gründung des Harzklubs, die Einrichtung von Wanderwegen an.

## Geographie

### Lage
Die La Viershöhe erhebt sich im Naturpark Harz/Sachsen-Anhalt. Ihr Gipfel liegt etwa 3 km südsüdwestlich der Kernstadt von Thale. Rechtsseitig der Bode gelegen erhebt sie sich hoch über dem an dieser Stelle tief eingeschnittenen Flusstal, in das ihr Gelände nach Norden hin steil über Felsklippen abfällt. Etwas weiter östlich liegt der Hexentanzplatz (457,7 m).

### Naturräumliche Zuordnung
Die La Viershöhe gehört in der naturräumlichen Haupteinheitengruppe Harz (Nr. 38) und in der Haupteinheit Unterharz (382) zur Untereinheit Ramberg (382.5). Ihre Landschaft fällt nach Norden in die Untereinheit Bodetal (382.4) ab.

## Schutzgebiete
Die Landschaft der La Viershöhe fällt nach Norden in das Naturschutzgebiet Bodetal (CDDA-Nr. 14446; 1937 ausgewiesen; 4,7561 km² groß) und nach Norden und Südwesten in das Fauna-Flora-Habitat-Gebiet Bodetal und Laubwälder des Harzrandes bei Thale (FFH-Nr. 4231-303; 57,73 km²) ab. Auf der Erhebung befinden sich Teile des Landschaftsschutzgebiets Harz und Vorländer (CDDA-Nr. 20784; 1968; 1587,7836 km²) und solche des Vogelschutzgebiets Nordöstlicher Unterharz (VSG-Nr. 4232-401; 169,88 km²).

## Aussichtsmöglichkeit und Wandern
Aufgrund der exponierten Lage ist auf der von Felsen gebildeten La Viershöhe ein Aussichtspunkt eingerichtet, von dem eine weite Sicht in das Bodetal, auf die nördlich gelegenen Höhenzüge mit der Roßtrappe und das nordöstlich, am Ausgang des Bodetals gelegene Thale möglich ist. Das kleine Felsplateau des Gipfels ist von Geländern umgeben und Standort einer Bank. Aus dem Bodetal vom Gasthof Königsruhe kommend führt ein Wanderweg steil in zahlreichen Serpentinen durch den Hirschgrund hinauf zur La Viershöhe und dann weiter vorbei am Tierpark am Hexentanzplatz nach Treseburg.
Die La Viershöhe ist als Nr. 72 in das System der Stempelstellen der Harzer Wandernadel einbezogen.